# Rezervația ornitologică Beba Veche
Rezervația ornitologică Beba Veche este o arie protejată de interes național ce corespunde categoriei a IV-a IUCN (rezervație naturală de tip ornitologic) situată în județul Timiș, pe teritoriul administrativ al comunei Beba Veche.

## Localizare
Aria naturală cu o suprafață de 2.187 hectare, se află în vestul României în extremitatea nord-vestică a județului Timiș, pe teritoriul satului Pordeanu, aproape de granița cu Ungaria și Serbia.

## Descriere

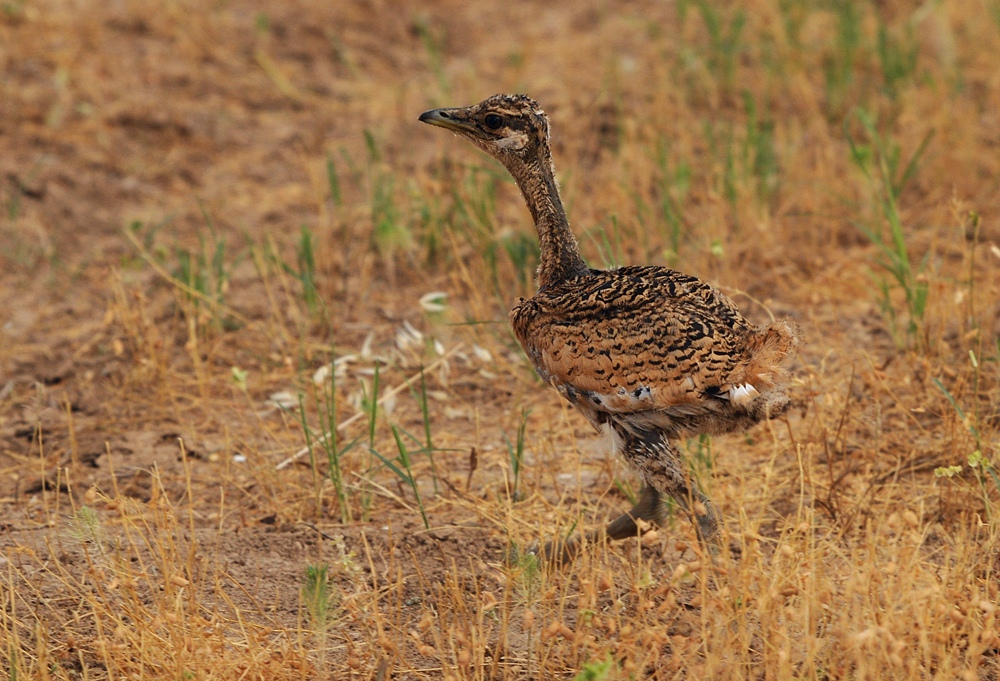
Pui de dropie (Otis tarda)

Rezervația naturală a fost declarată arie protejată prin Legea Nr.5 din 6 martie 2000 (privind aprobarea Planului de amenajare a teritoriului național - Secțiunea a III-a - zone protejate) și reprezintă o zonă de protecție pentru o specie de pasăre de stepă din familia Otididaelor, cunoscută sub denumirea de dropie comună (Otis tarda). 
Dropia comună este o specie rară din avifauna țării, încadrată în lista roșie a IUCN la categoria de specie vulnerabilă. 